# Поша
Поша (слч. Poša) насељено је мјесто са административним статусом сеоске општине (слч. obec) у округу Вранов на Топлој, у Прешовском крају, Словачка Република.

## Становништво
| Година:    | 1994. | 2004.    | 2014.    | 2024.   |
| ---------- | ----- | -------- | -------- | ------- |
| Број људи: | 762   | 841      | 941      | 1010    |
| Разлика:   |       | +10,36 % | +11,89 % | +7,33 % |

| Година:    | 2023. | 2024.   |
| ---------- | ----- | ------- |
| Број људи: | 996   | 1010    |
| Разлика:   |       | +1,40 % |

Према подацима о броју становника из 2024. године насеље је имало 1010 становника.